# Sinagoga coral de Akkermán
La sinagoga coral de Akkermán (en ucraniano: Білгород-Дністровська хоральна синагога) es un antiguo edificio religioso judío situado en la actual Bíljorod del Dniéster, óblast de Odesa (Ucrania).

## Historia
El templo funcionó durante el período rumano de la historia de la ciudad, pero fue cerrado por las autoridades soviéticas en 1940. Desde entonces, el edificio se convirtió en un pabellón de deportes. La sinagoga fue devuelta a la comunidad en 1998 después de la independencia de Ucrania. En marzo de 2018 se reconoció que había perdido validez la decisión de 1998 que, de hecho, devolvía el objeto del patrimonio cultural a la propiedad de la comunidad de la ciudad. 

## Arquitectura
La sinagoga fue construida en estilo neorruso y las paredes están hechas de ladrillos.El balcón de las mujeres y su distribución original, así como la mikvá, no se han conservado.
El muro norte tiene 19,25 m de largo, el muro oeste 11,4 m de largo, el muro sur 19,25 m de largo y el muro este 11,4 m de largo. La fachada tiene tres grandes ventanales con dinteles en arco. La fachada occidental está rematada con un intrincado y ornamentado kokoshnik. La estrella de David está colocada sobre el tímpano del parapeto de ladrillos perfilados.